# Mã-nhĩ-ba
Marpa (zh. 馬爾波, bo. mar pa མར་པ་), 1012-1097, là một Đạo Sư nổi tiếng của Nam Tây Tạng. Marpa đi Ấn Độ và mang về Tây Tạng Giáo Pháp Đại thủ ấn (sa. mahāmudrā), Na-lạc lục pháp (bo. nāro chodrug ནཱ་རོ་ཆོས་དྲུག་). Ông là Thầy của Milarepa (bo. milarepa མི་ལ་རས་པ་), đóng vai trò quan trọng trong trường phái Kagyu (bo. kagyupa བཀའ་བརྒྱུད་པ་). Mặc dù tu hành tích cực nhưng Marpa vẫn tham gia công việc thế tục một cách hài hòa.
Thời trẻ tuổi, ông đã học Phạn ngữ và sau đó ông đổi toàn bộ sản nghiệp lấy vàng bắt đầu chuyến du hành Ấn Độ. Tại đây, ông gặp Naropa (zh. 那洛巴, bo. nāropa), một vị Đại thành tựu (sa. mahāsiddha) và được vị này hướng dẫn 16 năm. Trở lại Tây Tạng, ông dùng hết thời giờ để phiên dịch Kinh sách, sống cuộc đời của một nông dân, lập gia đình với Dagmema và có nhiều con. Sau đó, trên đường tìm những chú giải của những Mật kinh, ông lại đi Ấn Độ một lần nữa và khi về lại Tây Tạng, ông nhận Milarepa làm đệ tử. Sau nhiều lần thử thách khắc nghiệt, ông mới truyền Bí Pháp cho Milarepa.
Lúc tuổi đã cao, Marpa lại đi Ấn Độ lần thứ ba vì một Bí Pháp khác. Tại đây, ông gặp Atisha và thầy Naropa lần cuối. Marpa thích dùng giấc mộng để quyết đoán trước tương lai và từng tiên tri sẽ có tông Kagyu ra đời.